# Yūko Inoue
Yūko Inoue (井上 祐子, Inoue Yūko), née à Hamamatsu dans la préfecture de Shizuoka, est une altiste classique japonaise. Elle étudie le violon à l'Université de musique de Kunitachi de Tokyo. En 1978, elle part étudier avec l'altiste Nobuko Imai au Royal Northern College of Music à Manchester en Angleterre. Elle remporte le premier prix du 17e concours international de musique de Budapest dans la section alto.
Inoue a joué comme alto solo de plusieurs orchestres et a donné des récitals et des concerts de musique de chambre avec des artistes tels que Gidon Kremer et Jean-Jacques Kantorow.
Elle est professeur à la Royal Academy of Music et donne des masterclasses d'alto dans toute l'Europe et au Japon.
Yūko Inoue joue sur un alto fabriqué par Jean-Baptiste Vuillaume en 1852.

## Discographie partielle
- Romanze : The Romantic Viola (2000), Black Box BBM1034
- Reynaldo Hahn : Musique de chambre(2003), Hyperion CDA67391 – Soliloque et forlane pour alto et piano
- John Hawkins : Voices from the Sea (2003), Meridian CDE84496 – Gestures and Shadows
- J.S. Bach: Sonates pour viole de gambe (2006), Quartz QTZR2050
- Mozart : Quintettes à cordes K174 & K515, avec le quatuor Chilingirian, (2007), CRD 3521
- Mozart : Quintettes à cordes K516 & K406, avec le quatuor Chilingirian, (2007), CRD 3522

## Source de la traduction
- (en) Cet article est partiellement ou en totalité issu de l’article de Wikipédia en anglais intitulé « Yuko Inoue » (voir la liste des auteurs).